# Великополье (Смоленская область)
Великополье — деревня в Смоленской области России, в Угранском районе. Расположена в восточной части области в 14 км к северо-востоку от Угры, на левом берегу реки Угры, при впадении в неё (с левой стороны) реки Еленки. В 5,5 км к северо-востоку от деревни автодорога Р132 Вязьма — Калуга — Тула — Рязань.
Население — 121 житель (2007 год). Административный центр Великопольевского сельского поселения.

## История
В прошлом крупное владельческое село. В середине XIX века — 30 дворов, 362 жителя, в начале XX века — 370 жителей. В селе была земская школа, водяная мельница. В январе 1942 года гитлеровскими войсками в деревне было расстреляно несколько мирных граждан за связь с партизанами. В феврале 1942 года в деревне был высажен советский авиадесант.

## Экономика
Библиотека, отделение связи.

## Достопримечательности
- Памятник архитектуры: Церковь Успения, 1830—1840 гг. (сохранилась масляная роспись 2-й половины XIX века, майоликовые полы конца XIX века).